# Куба-Таба (гора)
Куба́-Таба́ (кабард.-черк. Къуэбэ-Тӏэбэ) — горный массив с одноимённой вершиной в предгорьях Центрального Кавказа. Через вершину горы проходит административная граница между Баксанским и Зольским районами Кабардино-Балкарии.

## География
Гора Куба-Таба представляет собой одиноко возвышающийся горный массив в северо-западной части Баксанского района. Наиболее возвышенной частью массива является его южная часть, далее на север относительные высоты постепенно снижаются и обрываются у села Куба над рекой Малка. Абсолютная высота горы составляет 672 метра над уровнем моря.
Вдоль южной окраины горы проходит федеральная автотрасса Кавказ М 29. Ближайшие населённые пункты — Куба-Таба на юго-востоке, Малка на юго-западе и Куба на северо-востоке.

## Этимология
Название горы в переводе с кабардинского языка означает — «много балок», от къуэ — «балка, долина» и бэ — «много». Вероятнее всего гора получила подобное название из-за того, что у массива имеется множество понижений и представляет собой сильно расчленённую возвышенность.
По другой версии, название горы возможно происходит от заимствованного в кабардинском языке арабского слова — къуба́, что в переводе означает «купол». Возможно такое название было дано горе, из-за схожести его возвышенность с очертаниями купола мечети.
В 1924 году, основанное у юго-восточного подножья горы село было названо как и гора — Куба-Таба.

## Противоградовый отряд
На вершины горы расположен Куба-Табинский противоградовый отряд, находящийся под ведением Северо-Кавказской военизированной службе по активному воздействию на метеорологические и другие геофизические процессы.
Головной противоградовый отряд был основан в 1964 году. В 1973 году на горе впервые были проведены производственные испытания новой специализированной РЛС МРЛ-5.